# قائمة رؤساء مجلس البوسنة والهرسك الرئاسي
قائمة رؤساء مجلس البوسنة والهرسك الرئاسي للعضو الرئيس لمجلس رئاسة البوسنة والهرسك، والذي يعد رأس دولة البوسنة والهرسك. وفق الفقرة الخامسة من دستور البوسنة والهرسك يتألف مجلس الرئاسة من ثلاثة أفراد: واحد من البوشناق وواحد من الكروات يتم انتخابهم من اتحاد البوسنة والهرسك وواحد من الصرب منتخب من جمهورية صرب البوسنة. جميع الأعضاء الثلاث يتم انتخابهم في دورة واحدة لمدة أربع سنوات.

## القائمة

### تحت الحكم اليوغوسلافي (1945–1992)
الحزب الشيوعي في البوسنة والهرسك
  حزب العمل الديمقراطي
| رقم                                                                            | صورة                                                                           | الاسم (ميلاد–وفاة)                                                             | فترة الحكم                                                                     | فترة الحكم                                                                     | الحزب                                                                          |
| رئيس اللجنة التنفيذية لمجلس شعب جمهورية البوسنة والهرسك الاشتراكية (1945–1953) | رئيس اللجنة التنفيذية لمجلس شعب جمهورية البوسنة والهرسك الاشتراكية (1945–1953) | رئيس اللجنة التنفيذية لمجلس شعب جمهورية البوسنة والهرسك الاشتراكية (1945–1953) | رئيس اللجنة التنفيذية لمجلس شعب جمهورية البوسنة والهرسك الاشتراكية (1945–1953) | رئيس اللجنة التنفيذية لمجلس شعب جمهورية البوسنة والهرسك الاشتراكية (1945–1953) | رئيس اللجنة التنفيذية لمجلس شعب جمهورية البوسنة والهرسك الاشتراكية (1945–1953) |
| ------------------------------------------------------------------------------ | ------------------------------------------------------------------------------ | ------------------------------------------------------------------------------ | ------------------------------------------------------------------------------ | ------------------------------------------------------------------------------ | ------------------------------------------------------------------------------ |
| 1                                                                              |                                                                                | فويسلاف كسمانوفيتش (1881–1961)                                                 | 26 أبريل 1945                                                                  | نوفمبر 1946                                                                    | الشيوعي                                                                        |
| 2                                                                              |                                                                                | دورو بوكار (1899–1979)                                                         | نوفمبر 1946                                                                    | سبتمبر 1948                                                                    | الشيوعي                                                                        |
| 3                                                                              |                                                                                | فلادو شيغرت (1907–1991)                                                        | سبتمبر 1948                                                                    | مارس 1953                                                                      | الشيوعي تغير إلى رابطة الشيوعين                                                |
| رئيس مجلس شعب جمهورية البوسنة والهرسك الاشتراكية (1953–1974)                   |                                                                                |                                                                                |                                                                                |                                                                                |                                                                                |
| 2 (2)                                                                          |                                                                                | دورو بوكار (1899–1979)                                                         | ديسمبر 1953                                                                    | يونيو 1963                                                                     | رابطة الشيوعين                                                                 |
| 4                                                                              |                                                                                | راتومير دوغونيتش (1916–1987)                                                   | يونيو 1963                                                                     | 1967                                                                           | رابطة الشيوعين                                                                 |
| 5                                                                              |                                                                                | جمال بيجيديش (1917–1977)                                                       | 1967                                                                           | 1971                                                                           | رابطة الشيوعين                                                                 |
| 6                                                                              |                                                                                | حمدي بوزديراك (1924–1988)                                                      | 1971                                                                           | مايو 1974                                                                      | رابطة الشيوعين                                                                 |
| رئيس جمهورية البوسنة والهرسك الاشتراكية (1974–1992)                            |                                                                                |                                                                                |                                                                                |                                                                                |                                                                                |
| 4 (2)                                                                          |                                                                                | راتومير دوغونيتش (1916–1987)                                                   | مايو 1974                                                                      | أبريل 1978                                                                     | رابطة الشيوعين                                                                 |
| 7                                                                              |                                                                                | رئيف ديزداريفيتش (1926–)                                                       | أبريل 1978                                                                     | أبريل 1982                                                                     | رابطة الشيوعين                                                                 |
| 8                                                                              |                                                                                | برانكو ميكوليتش (1928–1994)                                                    | أبريل 1982                                                                     | 26 أبريل 1984                                                                  | رابطة الشيوعين                                                                 |
| 9                                                                              |                                                                                | ميلانكو رينوفيكا (1928–2013)                                                   | 26 أبريل 1984                                                                  | 26 أبريل 1985                                                                  | رابطة الشيوعين                                                                 |
| 10                                                                             |                                                                                | منير ميسيهوفيتش (1928–2016)                                                    | 26 أبريل 1985                                                                  | أبريل 1987                                                                     | رابطة الشيوعين                                                                 |
| 11                                                                             |                                                                                | ماتو أندريتش (1928–2015)                                                       | أبريل 1987                                                                     | أبريل 1988                                                                     | رابطة الشيوعين                                                                 |
| 12                                                                             |                                                                                | نيكولا فيليبوفيتش (1928–)                                                      | أبريل 1988                                                                     | أبريل 1989                                                                     | رابطة الشيوعين                                                                 |
| 13                                                                             |                                                                                | أوبراد بيلياك (1933–2013)                                                      | أبريل 1989                                                                     | 20 ديسمبر 1990                                                                 | رابطة الشيوعين                                                                 |
| 14                                                                             |                                                                                | علي عزت بيغوفيتش (1925–2003)                                                   | 20 ديسمبر 1990                                                                 | 3 مارس 1992                                                                    | العمل الديمقراطي                                                               |

### بعد الاستقلال (1992–الآن)
حزب العمل الديمقراطي

  Socialist Party

  الاتحاد الديمقراطي الكرواتي للبوسنة والهرسك ‏

  الحزب الديمقراطي الاجتماعي

  حزب من أجل البوسنة والهرسك ‏

  Serb Democratic Party

  Alliance of Independent Social Democrats

  الجبهة الديمقراطية ‏

  حزب التقدم الديمقراطي

| الصورة                                  | الصورة                                  | الاسم (الميلاد–الوفاة)                  | العرق                                   | الفترة                                  | الفترة                                  | الفترة                                  | الحزب                                        |
| الصورة                                  | الصورة                                  | الاسم (الميلاد–الوفاة)                  | العرق                                   | استلم المنصب                            | ترك المنصب                              | المدة                                   | الحزب                                        |
| رئيس مجلس رئاسة جمهورية البوسنة والهرسك | رئيس مجلس رئاسة جمهورية البوسنة والهرسك | رئيس مجلس رئاسة جمهورية البوسنة والهرسك | رئيس مجلس رئاسة جمهورية البوسنة والهرسك | رئيس مجلس رئاسة جمهورية البوسنة والهرسك | رئيس مجلس رئاسة جمهورية البوسنة والهرسك | رئيس مجلس رئاسة جمهورية البوسنة والهرسك | رئيس مجلس رئاسة جمهورية البوسنة والهرسك      |
| --------------------------------------- | --------------------------------------- | --------------------------------------- | --------------------------------------- | --------------------------------------- | --------------------------------------- | --------------------------------------- | -------------------------------------------- |
| 1                                       |                                         | علي عزت بيغوفيتش (1925–2003)            | البوشناق                                | 3 مارس 1992                             | 5 أكتوبر 1996                           | 4 سنوات و216 أيام                       | حزب العمل الديمقراطي                         |
| رئيس مجلس الرئاسة في البوسنة والهرسك    |                                         |                                         |                                         |                                         |                                         |                                         |                                              |
| (1)                                     |                                         | علي عزت بيغوفيتش (1925–2003)            | البوشناق                                | 5 أكتوبر 1996                           | 13 أكتوبر 1998                          | 2 سنوات و8 أيام                         | حزب العمل الديمقراطي                         |
| 2                                       |                                         | زيفكو راديسيتش (1937–2021)              | الصرب                                   | 13 أكتوبر 1998                          | 15 يونيو 1999                           | 245 أيام                                | SP                                           |
| 3                                       |                                         | أنتي ييلافيتش (مواليد 1963)             | الكروات                                 | 15 يونيو 1999                           | 14 فبراير 2000                          | 244 أيام                                | الاتحاد الديمقراطي الكرواتي للبوسنة والهرسك ‏ |
| (1)                                     |                                         | علي عزت بيغوفيتش (1925–2003)            | البوشناق                                | 14 فبراير 2000                          | 14 أكتوبر 2000                          | 243 أيام                                | حزب العمل الديمقراطي                         |
| (2)                                     |                                         | زيفكو راديسيتش (1937–2021)              | الصرب                                   | 14 أكتوبر 2000                          | 14 يونيو 2001                           | 243 أيام                                | SP                                           |
| 4                                       |                                         | يوزو كريشانوفيتش ‏ (1944–2009)           | الكروات                                 | 14 يونيو 2001                           | 14 فبراير 2002                          | 245 أيام                                | الحزب الديمقراطي الاجتماعي                   |
| 5                                       |                                         | بيريز بيلكتش (1946–2023)                | البوشناق                                | 14 فبراير 2002                          | 28 أكتوبر 2002                          | 256 أيام                                | حزب من أجل البوسنة والهرسك ‏                  |
| 6                                       |                                         | ميركو شاروفيتش ‏ (مواليد 1956)           | الصرب                                   | 28 أكتوبر 2002                          | 2 أبريل 2003                            | 156 أيام                                | SDS                                          |
| 7                                       |                                         | دراغان كوفيتش (مواليد 1956) بالوكالة    | الكروات                                 | 2 أبريل 2003                            | 10 أبريل 2003                           | 8 أيام                                  | الاتحاد الديمقراطي الكرواتي للبوسنة والهرسك ‏ |
| 8                                       |                                         | Borislav Paravac (مواليد 1943)          | الصرب                                   | 10 أبريل 2003                           | 27 يونيو 2003                           | 78 أيام                                 | SDS                                          |
| (7)                                     |                                         | دراغان كوفيتش (مواليد 1956)             | الكروات                                 | 27 يونيو 2003                           | 28 فبراير 2004                          | 246 أيام                                | الاتحاد الديمقراطي الكرواتي للبوسنة والهرسك ‏ |
| 9                                       |                                         | سليمان تيهيتش (1951–2014)               | البوشناق                                | 28 فبراير 2004                          | 28 أكتوبر 2004                          | 243 أيام                                | حزب العمل الديمقراطي                         |
| (8)                                     |                                         | Borislav Paravac (مواليد 1943)          | الصرب                                   | 28 أكتوبر 2004                          | 28 يونيو 2005                           | 243 أيام                                | SDS                                          |
| 10                                      |                                         | Ivo Miro Jović (مواليد 1950)            | الكروات                                 | 28 يونيو 2005                           | 28 فبراير 2006                          | 245 أيام                                | الاتحاد الديمقراطي الكرواتي للبوسنة والهرسك ‏ |
| (9)                                     |                                         | سليمان تيهيتش (1951–2014)               | البوشناق                                | 28 فبراير 2006                          | 6 نوفمبر 2006                           | 251 أيام                                | حزب العمل الديمقراطي                         |
| 11                                      |                                         | Nebojša Radmanović (مواليد 1949)        | الصرب                                   | 6 نوفمبر 2006                           | 6 يوليو 2007                            | 242 أيام                                | SNSD                                         |
| 12                                      |                                         | جليكو كومشيتش (مواليد 1964)             | الكروات                                 | 6 يوليو 2007                            | 6 مارس 2008                             | 244 أيام                                | الحزب الديمقراطي الاجتماعي                   |
| 13                                      |                                         | حارث سيلايديتش (مواليد 1945)            | البوشناق                                | 6 مارس 2008                             | 6 نوفمبر 2008                           | 245 أيام                                | حزب من أجل البوسنة والهرسك ‏                  |
| (11)                                    |                                         | Nebojša Radmanović (مواليد 1949)        | الصرب                                   | 6 نوفمبر 2008                           | 6 يوليو 2009                            | 242 أيام                                | SNSD                                         |
| (12)                                    |                                         | جليكو كومشيتش (مواليد 1964)             | الكروات                                 | 6 يوليو 2009                            | 6 مارس 2010                             | 243 أيام                                | الحزب الديمقراطي الاجتماعي                   |
| (13)                                    |                                         | حارث سيلايديتش (مواليد 1945)            | البوشناق                                | 6 مارس 2010                             | 10 نوفمبر 2010                          | 249 أيام                                | حزب من أجل البوسنة والهرسك ‏                  |
| (11)                                    |                                         | Nebojša Radmanović (مواليد 1949)        | الصرب                                   | 10 نوفمبر 2010                          | 10 يوليو 2011                           | 242 أيام                                | SNSD                                         |
| (12)                                    |                                         | جليكو كومشيتش (مواليد 1964)             | الكروات                                 | 10 يوليو 2011                           | 10 مارس 2012                            | 244 أيام                                | الحزب الديمقراطي الاجتماعي                   |
| 14                                      |                                         | بكر عزت بيجوفيتش (مواليد 1956)          | البوشناق                                | 10 مارس 2012                            | 10 نوفمبر 2012                          | 245 أيام                                | حزب العمل الديمقراطي                         |
| (11)                                    |                                         | Nebojša Radmanović (مواليد 1949)        | الصرب                                   | 10 نوفمبر 2012                          | 10 يوليو 2013                           | 242 أيام                                | SNSD                                         |
| (12)                                    |                                         | جليكو كومشيتش (مواليد 1964)             | الكروات                                 | 10 يوليو 2013                           | 10 مارس 2014                            | 243 أيام                                | الجبهة الديمقراطية ‏                          |
| (14)                                    |                                         | بكر عزت بيجوفيتش (مواليد 1956)          | البوشناق                                | 10 مارس 2014                            | 17 نوفمبر 2014                          | 245 أيام                                | حزب العمل الديمقراطي                         |
| 15                                      |                                         | ملادن إيفانيتش (مواليد 1958)            | الصرب                                   | 17 نوفمبر 2014                          | 17 يوليو 2015                           | 242 أيام                                | حزب التقدم الديمقراطي                        |
| (7)                                     |                                         | دراغان كوفيتش (مواليد 1956)             | الكروات                                 | 17 يوليو 2015                           | 17 مارس 2016                            | 244 أيام                                | الاتحاد الديمقراطي الكرواتي للبوسنة والهرسك ‏ |
| (14)                                    |                                         | بكر عزت بيجوفيتش (مواليد 1956)          | البوشناق                                | 17 مارس 2016                            | 17 نوفمبر 2016                          | 245 أيام                                | حزب العمل الديمقراطي                         |
| (15)                                    |                                         | ملادن إيفانيتش (مواليد 1958)            | الصرب                                   | 17 نوفمبر 2016                          | 17 يوليو 2017                           | 242 أيام                                | حزب التقدم الديمقراطي                        |
| (7)                                     |                                         | دراغان كوفيتش (مواليد 1956)             | الكروات                                 | 17 يوليو 2017                           | 17 مارس 2018                            | 243 أيام                                | الاتحاد الديمقراطي الكرواتي للبوسنة والهرسك ‏ |
| (14)                                    |                                         | بكر عزت بيجوفيتش (مواليد 1956)          | البوشناق                                | 17 مارس 2018                            | 20 نوفمبر 2018                          | 248 أيام                                | حزب العمل الديمقراطي                         |
| 16                                      |                                         | ميلوراد دوديك (مواليد 1959)             | الصرب                                   | 20 نوفمبر 2018                          | 20 يوليو 2019                           | 242 أيام                                | SNSD                                         |
| (12)                                    |                                         | جليكو كومشيتش (مواليد 1964)             | الكروات                                 | 20 يوليو 2019                           | 20 مارس 2020                            | 244 أيام                                | الجبهة الديمقراطية ‏                          |
| 17                                      |                                         | شفيق جعفروفيتش (مواليد 1957)            | البوشناق                                | 20 مارس 2020                            | 20 نوفمبر 2020                          | 245 أيام                                | حزب العمل الديمقراطي                         |
| (16)                                    |                                         | ميلوراد دوديك (مواليد 1959)             | الصرب                                   | 20 نوفمبر 2020                          | 20 يوليو 2021                           | 242 أيام                                | SNSD                                         |
| (12)                                    |                                         | جليكو كومشيتش (مواليد 1964)             | الكروات                                 | 20 يوليو 2021                           | 20 مارس 2022                            | 243 أيام                                | الجبهة الديمقراطية ‏                          |
| (17)                                    |                                         | شفيق جعفروفيتش (مواليد 1957)            | البوشناق                                | 20 مارس 2022                            | 16 نوفمبر 2022                          | 241 أيام                                | حزب العمل الديمقراطي                         |
| 18                                      |                                         | جليكا تسفيانوفتش (مواليد 1967)          | الصرب                                   | 16 نوفمبر 2022                          | 16 يوليو 2023                           | 242 أيام                                | SNSD                                         |
| (12)                                    |                                         | جليكو كومشيتش (مواليد 1964)             | الكروات                                 | 16 يوليو 2023                           | 16 مارس 2024                            | 244 أيام                                | الجبهة الديمقراطية ‏                          |
| 19                                      |                                         | دينيس بيتشيروفيتش (مواليد 1975)         | البوشناق                                | 16 مارس 2024                            | الآن                                    | 1 سنة و91 أيام                          | الحزب الديمقراطي الاجتماعي                   |

## اقرأ أيضا
- مجلس رئاسة البوسنة والهرسك
- قائمة أعضاء مجلس رئاسة البوسنة والهرسك
- قائمة رؤساء وزراء البوسنة والهرسك